# UFO: Alien Invasion
UFO: Alien Invasion là tựa game chiến lược thời gian thực theo kiểu đội hình lấy chủ đề người ngoài hành tinh xâm lược Trái Đất do nhóm UFOAI Team (UFO: Alien Invasion Team) phát triển và phát hành vào năm 2014. Trò chơi chịu ảnh hưởng lớn từ dòng game X-COM, đặc biệt là X-COM: UFO Defense. Game dựa trên bộ engine id Tech 2 được sửa đổi và chạy trên Linux, FreeBSD, OpenBSD, Microsoft Windows, AmigaOS 4, và Mac OS X cho cả PPC và Intel Macs. Ngoài ra còn có một phiên bản dành cho Android được phát hành trên Android Market.

## Lối chơi

Hình chụp màn hình phần chơi chiến thuật trong game.

UFO: Alien Invasion thuộc thể loại game chiến lược/chiến thuật theo nhóm kiểu truyền thống thuộc dòng X-COM cổ điển này lấy bối cảnh quen thuộc cho phép người chơi điều khiển một tổ chức bí mật có nhiệm vụ bảo vệ Trái Đất khỏi kẻ thù ngoài hành tinh tàn bạo.
Trò chơi lấy cảm hứng từ dòng game X-COM của hãng Mythos Games và MicroProse. Tuy vậy, đây không phải là phần tiếp theo cũng không phải là phiên bản làm lại của bất kỳ phần X-COM hay tựa game thương mại nào khác.  Game nhằm mục đích kết hợp chủ nghĩa hiện thực quân sự với thể loại khoa học viễn tưởng hạng nặng và sự kỳ lạ từ việc người ngoài hành tinh xâm lược của và hệ thống chơi theo lượt được cho là cung cấp cho người chơi quyền điều khiển chính xác đội hình trong game trong khi vẫn duy trì cảm giác tốc độ và nguy hiểm.
Giống như dòng game gốc X-COM, UFO: Alien Invasion có hai kiểu chơi chính là Geoscape và Tactical (còn gọi là Battlescape).

## Phát triển
UFO: Alien Invasion' dựa trên bộ engine Quake II được sửa đổi nhiều lần Engine này là phần mềm miễn phí, được cấp phép theo Giấy phép Công cộng GNU. Quá trình phát triển tựa game này được điều phối thông qua trang SourceForge.net, và phiên bản đầu tiên chính thức phát hành vào ngày 30 tháng 12 năm 2003.
Kể từ cuối năm 2012, phần tác phẩm nghệ thuật của UFO: Alien Invasion chỉ được cấp phép theo nhiều giấy phép mã nguồn mở/nội dung mở khác nhau (chủ yếu là CC BY-SA 3.0 và phạm vi công cộng), đã biến tựa game này trở thành phần mềm mã nguồn mở miễn phí hoàn toàn và tuân thủ DFSG của Debian cho phép đưa vào các bản phân phối Linux.
Kể từ tháng 6 năm 2018, phiên bản 2.5 là phiên bản ổn định mới nhất (phát hành ngày 28 tháng 6 năm 2014), trong khi các phiên bản không ổn định được phát hành thường xuyên.
Trang web chính thức đã không phát hành bất kỳ bản cập nhật mới nào kể từ tháng 4 năm 2018.

## Đón nhận
UFO: Alien Invasion từng được đề cử là "Dự án hay nhất dành cho Game thủ" (Best project for Gamers) thuộc Giải thưởng do Cộng đồng chọn SourceForge năm 2007 và 2008. Năm 2008 APCMag.com đã vinh danh UFO: Alien Invasion nằm trong Top 5 trò chơi mã nguồn mở (miễn phí) hay nhất. Linux Game News thì xướng danh đây là tựa Game Mã Nguồn mở Hay nhất (Best Open Source Game) trong hạng mục Theo lượt vào tháng 9 năm 2012 và được tờ tạp chí Linux Journal ghi nhận một cách tích cực. Từ năm 2006 đến tháng 5 năm 2017, UFO: Alien Invasion được nhiều người tải xuống một mình từ Sourceforge tới hơn 1,7 triệu lần.